# Pararhacocarpus
Pararhacocarpus là một chi rêu trong họ Hedwigiaceae.